# Consell Assessor per a la Transició Nacional
De Adviesraad voor de nationale overgang, in het Catalaans Consell Assessor per a la Transició Nacional of CATN was een raad opgericht in 2013 door de Generalitat de Catalunya, de regionale regering van Catalonië. De raad had als opdracht de Generalitat, de regionale regering, bij te staan in het Catalaanse onafhankelijkheidsproces. De raad kreeg als opdracht onder meer juridische alternatieven te analyseren, advies te geven over de beste structuren voor de toekomstige regering en instituties, de middelen te optimaliseren en informatie en communicatie met andere instellingen en in de internationale gemeenschap te verbeteren. De raad bestaat uit veertien onbezoldigde experten, meest uit de academische wereld, onder het voorzitterschap van Carles Viver i Pi-Sunyer, hoogleraar rechtsgeleerdheid aan de Barcelonese Universiteit Pompeu Fabra.
Het oprichten van die raad was een van de tegemoetkomingen aan ERC die vanuit de oppositie de minderheidsregering van Artur Mas ondersteunde, in ruil voor steun aan de volksraadpleging over de toekomst van Catalonië die eind 2014 is georganiseerd.
Op 19 april 2013 heeft de vicepresidente van de centrale regering, Soraya Sáenz de Santamaría, aan de Avocaat-Generaal van de staat de opdracht gegeven te onderzoeken of deze adviesraad grondwettelijk is en zo nodig het bindende advies het het constitutioneel hof in te roepen. Aangezien de volksraadpleging mogelijkerwijze niet grondwettelijk is, zouden dan ook alle overheidsinitiatieven die daarmee verband houden niet toegelaten zijn. De juristische experten van het CATN menen daarentegen dat er wel mogelijkheden zijn binnen de bestaande wetgeving, maar dat het meer een kwestie is van politieke wil. Om zonder referendum te kunnen weten hoe de verhoudingen binnen de Catalaanse bevolking liggen, kunnen regionale verkiezingen uitgeschreven worden, een recht van de autonome gemeenschappen van Spanje, waarbij zich dan alle partijen die voor onafhankelijkheid zijn, in een kartel verenigen. Verkiezingen zijn een grondwettelijk recht en verkiezingsthema's worden vrij door de deelnemende partijen bepaald.
Tegen eind december 2013 had de CATN al vier rapporten gereed: over de fiscale administratie, de internationalisering van het proces, de relaties met de Spaanse Staat en de telecommunicatie. De raad zoekt ook oplossingen voor zeer praktische vragen, bijvoorbeeld hoe en of de voetbalclubs Barça en Espanyol verder in de Spaanse competitie zouden kunnen meespelen, en wijst vergelijkbare gevallen zoals onder meer AS Monaco binnen de Franse competitie. Volgens de voorzitter, Carles Viver, gaat het niet om een breuk met Spanje, maar om nieuwe manieren van samenwerken, waarbij hij het voorbeeld van de Benelux aanhaalt.
Uiteindelijk heeft de raad 18 rapporten gepresenteerd over verschillende aspecten van het onafhankelijkheidsproces waar een toekomstige Catalaanse Republiek rekening mee zou moeten houden, totdat hij op 27 oktober 2017 door de centrale regering in Madrid op werd geheven, nadat deze artikel 155 van de grondwet in werking had gesteld. Hierdoor werd het zelfbestuur van de regio opgeschort na het onwettig verklaarde onafhankelijkheidsreferendum op 1 oktober 2017. 

## Leden
- Carles Viver i Pi-Sunyer, president. Hoogleraar Rechtsgeleerdheid, Universitat Pompeu Fabra.
- Núria Bosch i Roca, vicepresident. Hoogleraar Openbare financiën, Universiteit van Barcelona.
- Enoch Albertí i Rovira, Hoogleraar Grondwettelijke recht, Universitat de Barcelona.
- Germà Bel i Queralt, Hoogleraar Economie, Universitat de Barcelona.
- Carles Boix i Serra, Hoogleraar Politieke wetenschappena, Princeton University (VSA).
- Salvador Cardús i Ros, Hoogleraar Sociologie, Universitat Autònoma de Barcelona en journalist.
- Àngel Castiñeira i Fernández, directeur van de leerstoel Leiderschap en democratisch bestuur van de Hogeschool voor Administratie en Bedrijfsbeheer.
- Francina Esteve i Garcia, Hoogleraar Internationaal recht, Universiteit van Girona.
- Joan Font i Fabregó, ondernemer, zaakvoerder van de Supermarktketen Bon Preu.
- Rafael Grasa i Hernández, Hoogleraar Internationale realies, Universitat Autònoma de Barcelona.
- Pilar Rahola i Martínez, schrijfster en journaliste.
- Josep Maria Reniu i Vilamala, Hoogleraar Politieke wetenschappen, Universitat de Barcelona
- Ferran Requejo i Coll, Hoogleraar de Politieke wetenschappen, Universitat Pompeu Fabra.
- Joan Vintró i Castells, Hoogleraar Grondwettelijk recht, Universitat de Barcelona.